# St. Gertrud (Wachenroth)

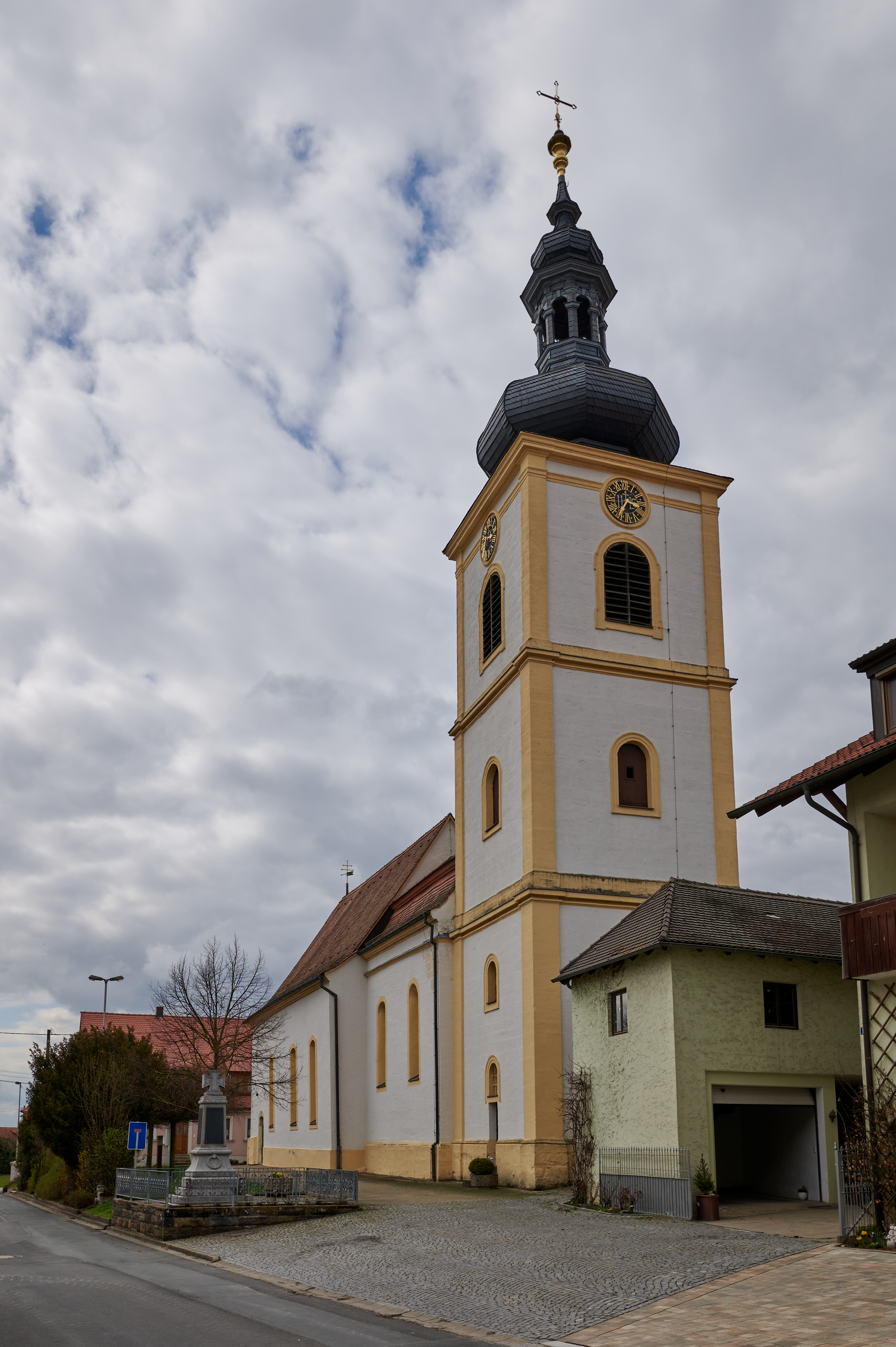
St. Gertrud (Wachenroth)

Die römisch-katholische, denkmalgeschützte Pfarrkirche St. Gertrud steht in Wachenroth, einem Markt im Landkreis Erlangen-Höchstadt (Mittelfranken, Bayern). Die Kirche ist unter der Denkmalnummer D-5-72-160-9 als Baudenkmal in der Bayerischen Denkmalliste eingetragen. Die Kirchengemeinde gehört zum Seelsorgebereich Dreifrankenland im Steigerwald im Dekanat Ansbach des Erzbistums Bamberg.

## Beschreibung
Der eingezogene, dreiseitig geschlossene Chor und der Chorturm der Saalkirche wurden im 14. Jahrhundert erbaut, das Langhaus in der 2. Hälfte des 15. Jahrhunderts. 1716 wurde der alte Chorturm abgerissen und in den Jahren 1719 bis 1724 der dreigeschossige, mit einer schiefergedeckten Welschen Haube bedeckte Kirchturm nach einem Entwurf von Johann Georg Kannhäuser auf den Grundmauern des alten Chors neu gebaut. In seinem Glockenstuhl hängen vier Kirchenglocken:
| Name             | Gewicht (kg) | Durchmesser (cm) | Gießjahr | Gießort   |
| ---------------- | ------------ | ---------------- | -------- | --------- |
| Petrusglocke     | 500          | 93               | 1406     | Nürnberg  |
| Marien-Glocke    | 350          | 84               | 1718     | Forchheim |
| Ottilien-Glocke  | 200          | 70               | 1718     | Forchheim |
| Ave-Maria Glocke | 55           | 46               | 1523     | Nürnberg  |

1796 wurde von der politischen Gemeinde eine neue Turmuhr gekauft, die 1963 von der Kirchengemeinde erneuert wurde.
Der Innenraum des Langhauses hat in der hinteren Hälfte doppelstöckige Emporen. Die Kirchenausstattung ist neugotisch. Der neue Volksaltar und die beiden Ambos wurden in den Jahren 1973/74 in Bamberg gefertigt. Die Orgel mit 13 Registern, 2 Manualen und einem Pedal wurde 1974 von der Orgelbau Eisenbarth errichtet.